# 功夫 (电影)
《功夫》是一部於2004年上映的中国功夫題材香港動作喜剧電影，由周星馳擔任導演、監製、編劇、配樂和主演，錢昇瑋執行導演，袁和平和洪金寶任動作設計。
故事取景於1940年代的中國，周星馳飾演一位無所作為、想加入當時最大幫派斧頭幫的小混混。該片的視覺效果受到廣泛讚揚；特點是卡通的風格伴隨著中國的傳統音樂。
在《少林足球》取得商業成功後，暌違三年，其製作公司星輝海外有限公司於2002年起開始與哥倫比亞影業聯合製作《功夫》。該片演員以許多70年代香港動作電影的退役演員為主，但也有當代有影響力的武術電影如《臥虎藏龍》和《英雄》等片的班底。
《功夫》于2004年12月23日在中國上映，2005年1月25日在美國上映。在北美地區累計收入1,700萬美元，其他地區則收入8,400萬美元。《功夫》一度是香港歷史上票房最高的華語電影，直至2011年電影《那些年，我們一起追的女孩》的上映才打破這項紀錄；《功夫》也是美國歷史上票房第十高的外語電影，也是2005年美國收入最高的外語片。《功夫》贏得了無數獎項，其中包括六項香港電影金像獎和五項金馬獎。2014年10月，值電影上映10週年，在亞洲和美洲重新發行了3D版本。
2005年，周星驰接受BBC个人专访时，BBC称他是李小龙和成龙之后又一位华人国际巨星。不过，周星驰却很谦虚地回答：“有点不同，我更注重幕后的工作。”事实上，《功夫》共获得海内外22个电影奖项和33项提名，而海外奖项和海外票房一样占了8成以上。據美國哥倫比亞影業介紹，因為周星馳是《功夫》的作者，所以周星馳享有《功夫》17.5%的版稅。換句話說，周星馳因《功夫》所得版稅收益和《少林足球》一樣都在2,000萬美元以上。

## 劇情
1940年代的上海正值社會動蕩、黑幫橫行的時期，其中鱷魚幫與斧頭幫兩大黑幫最為猖狂，於上海欺行霸市。某日，斧頭幫終於消滅對手鱷魚幫，奪下其所有財富和權力，且收買當地警察逃脫指控。一名默默無聞的街頭混混阿星整日夢想成為黑幫人物，但意志不堅、無所作為不被他人看好，只好與最好同伴排骨冒充斧頭幫，跑到黑幫無暇顧及的貧民窟「豬籠城寨」敲詐錢財。不料，城寨的老百姓都身懷絕技，阿星敲詐不成反被村民暴打一通，恰好斧頭幫路過城寨門口，副首領被阿星的假斧頭幫信號鞭炮炸傷，阿星把此事嫁禍城寨村民。幫眾隨即進入城寨尋事打鬥，然而三名隱居在城寨裡的武功高手，分別以十二路譚腿、洪家鐵線拳、五郎八卦棍三大功夫出手相救，使斧頭幫全員大挫銳氣、大失顏面之下敗陣而退。
斧頭幫因慘敗而準備找阿星和排骨出氣時，阿星由於身懷神速開鎖絕技而被斧頭幫首領琛哥寬恕，同時給予證明實力的機會。兩人回街上計劃回去對付滿是功夫高手的城寨，過程讓阿星回想起自己童年時，曾經花十塊錢在一名騙錢乞丐手上買過一本名為《如來神掌》的“失傳武功秘笈”而開始習武，一日試圖見義勇為而解救一位受人欺負、不能說話的小女孩，但學到的武功不但沒奏效，反而被他們擊倒並侮辱一番，甚至被告知自己買的秘笈才值兩分錢。啞女欲把手中的棒棒糖送給阿星作為答謝，但阿星覺得深受侮辱而哭着離去，自暴自棄的他認為做壞人才能出人頭地。
斧頭幫仍不打算放過城寨，請來一對以暗殺聞名的琴魔兄弟前去剷除城寨中的三名武功高手。當時三名高手剛好因違反「禁武令」而被勒令搬離此地，但離開時，其中一名高手苦力強在離開的路途中遭到天殘以琴音斬首，而另外兩名高手則是在與琴魔兄弟的激戰中分別遭遇他們倆彈奏古琴發出音波攻擊，最終敵不過對方而重傷，雖被包租公和包租婆救，但奄奄一息的他們最終傷重慘死。然而，城寨的包租公和包租婆夫妻倆終於忍無可忍，露出神雕俠侶的真正身份以及暗藏已久的太極拳和獅吼功兩大功夫，不但將琴魔兄弟打得落花流水、武功盡失之下狼狽逃走，並威脅在一邊看戲的琛哥不准再來鬧事。夫妻倆對村民坦白隱瞞身份只是想安享晚年，雖然替三大英雄報仇雪恨，但也命令全村人為了自身安全而儘快遷離。
死性不改的斧頭幫從琴魔兄弟口中得知武術殺手排行第一、有「終極殺人王」之稱的火雲邪神之存在，便拉攏阿星並活用他的高超開鎖技巧，將邪神從精神病院中釋放出來。包租公和包租婆也恰巧前來找斧頭幫算賬，而看似年老的火雲邪神不負斧頭幫所期望，靠壓倒性實力、以一敵二擊倒包租公和包租婆。就在夫妻二人情況危急之際，良心未泯的阿星在關鍵時候叛離斧頭幫、救出包租公和包租婆，卻也導致自己被火雲邪神痛打個半死不活。包租婆和包租公趁亂救走阿星後撤回城寨，目標逃跑使火雲邪神震怒之下，一拳將琛哥的脖子打扭致死。然而，火雲邪神的幾拳碰巧打通阿星的任督二脈，加上阿星年幼時練習的如來神掌功夫，讓阿星脫胎換骨、迅速復原傷勢，並覺醒震撼無比的武功。
火雲邪神率領斧頭幫全員前往城寨尋人，康復後的阿星及時出現，斧頭幫全員也群起而攻之。然而阿星單槍匹馬、展現強大武功直接讓斧頭幫全軍覆沒，接著隨即與火雲邪神展開最終決戰。雖然一度因火雲邪神的蛤蟆功一籌莫展，但卻在關鍵時刻使出失傳的「如來神掌」讓他無法還擊，並拿走其暗器「蓮花毒箭」，將其變為竹蜻蜓般飛至天空，火雲邪神最後也無計可施，在阿星面前下跪認輸。一陣子後，阿星找回排骨一起開一家糖果店，而他小時候遇見的啞女推著冰淇淋車出現在店門口，和阿星再次相遇後，兩人一起進去分享糖果與童年回憶。而阿星童年時遇見的乞丐，正在店旁邊將好幾本失傳武功秘笈騙賣給另外一個小孩，啟發這位小孩的「功夫夢」。

## 角色
| 演員   | 角色         | 介紹 |
| 周星馳 | 阿星         | 原為不起眼的小混混，希望加入斧頭幫耀武揚威，過程中重新找回良知，同時被火雲邪神打通任督二脈，成為萬中無一的絕世高手，熟用詠春拳、伏手、問手、膀手、日字衝拳等等，最終練會如來神掌。 |
| 林子聰 | 排骨         | 為阿星的同伴，雖然笨手笨腳，但本性善良，常跟隨在阿星身後冒充斧頭幫。 |
| 陳國坤 | 琛哥         | 斧頭幫首領，仗著勢力橫行霸道、囂張跋扈，對得罪幫派的人一向毫不留情。 |
| 元華   | 包租公       | 為太極拳高手，包租婆丈夫，現已退隱江湖，真正身份是「神鵰俠侶」－楊過 |
| 元秋   | 包租婆       | 為獅吼功高手，包租公妻子，現已退隱江湖，真正身份是「神鵰俠侶」－小龍女 |
| 黄圣依 | 阿芳         | 啞女，幼時受恩於阿星，一直喜歡著阿星，長大後推著賣冰淇淋的推車。 |
| 釋行宇 | 苦力強       | 隱居的十二路譚腿高手，在豬籠城寨作苦力。 |
| 董志華 | 油炸鬼       | 隱居的五郎八卦棍、楊家槍高手，在豬籠城寨當早餐店老闆，不會講粵語。 |
| 趙志凌 | 裁縫胜       | 隱居的洪家鐵線拳高手，在豬籠城寨開裁縫店。個性有些娘娘腔。 |
| 梁小龍 | 火雲邪神     | 號稱「終極殺人王」的絕世高手，武功以速度著稱，擅用蛤蟆功及天殘腳和蓮花型暗器。因練功走火入魔住進「不正常人研究中心」。                                                             |
| 馮小剛 | 鱷魚幫首領   | 斧頭幫最大的競爭對手，原讓警察也聞風喪膽，但最後敗在斧頭幫手下。 |
| 任珈銳 | 鱷魚幫夫人   | 鱷魚幫幫主馮小剛之妻，在片頭遭斧頭幫殺害。 |
| 林雪   | 斧頭幫二當家 | 斧頭幫副首領，琛哥的二把手。 |
| 田啟文 | 斧頭幫師爺   | 斧頭幫的狗頭軍師，也常當琛哥的出氣筒。 |
| 賈康熙 | 天殘         | 三洞琴魔兩兄弟之一，盲人，靠彈出古琴音波殺人的高手，絕技是六式古琴法。 |
| 馮克安 | 地缺         | 三洞琴魔兩兄弟之一，與哥哥天殘利用古琴殺人，精通少林拳，絕技是龍爪纖指手。 |
| 袁祥仁 | 乞丐         | 無名乞丐，曾騙過兒時的阿星購買《如來神掌》。形象和周星馳前作《武狀元蘇乞兒》相似。                                                                                                 |
| 何文輝 | 醬爆         | 常露出半截屁股，被阿星勒索的理发师。角色名同周星馳前作《少林足球》。 |
| 丁小龍 | 琛哥跟班     | |
| 陳凱師 | 哨牙珍       | 儼然豬籠城寨之花、集俗艷自戀正義感於一身的暴牙女，挺身力嗆包租婆。 |

## 製作
《功夫》由北京電影製片廠與香港明星合作。因為2001年電影《少林足球》的商業成功，哥倫比亞影業提出合拍一部電影的計劃，周星馳答應了，而最後這個計劃就產生了《功夫》這部電影。片中許多武術的靈感都源自於周星馳小時候看的武打片和他希望成為一位武術家的願望。
周星馳開拍《功夫》的第一件事就是設計電影中的主要場景－豬籠城寨（影射九龍城寨）。豬籠城寨的靈感來自兩個地方，一是周星馳從小成長的環境（電影情節中也包含許多當時他的日常生活點滴），二則是1973年邵氏兄弟的電影《七十二家房客》。城寨設計從2003年1月開始，費時四個月完成，當中公寓裡許多道具與家具都來自於中國各地的古董市場。

### 編製
《功夫》製片預算為2000萬美元，於2003年6月到11月間拍攝，預算裡有三分之二開支花在武打鏡頭的拍攝上。《功夫》裡的武打場景原本由洪金寶安排設計，但據傳因內部不和或洪金寶身體不適而讓他離去。周星馳立即聯絡了另一位經驗豐富的武術指導、正在荷里活發展的袁和平，而袁和平二話不說即接下武術指導一職，一些先前武術場景的拍攝則被取消。
電影特效主要揉合了電影成像技術和繩索技術（wire work）。在武俠小說裡提及的傳奇武術被透過電影成像技術描述誇大，但在最後周星馳與上百位眾多揮著斧頭的敵人的打鬥鏡頭，則是真人而非數位特效。片中的相關中國功夫色彩與天馬行空的特效，則完全由香港動畫公司先濤數碼特技有限公司包攬。該公司也有製做過其他令人眼睛一亮的電影，如《少林足球》、《追殺比爾》等。

### 演員
《功夫》裡有許多1970年代香港武俠電影的知名演員，七小福之一的元華，飾演豬籠城寨的包租公，他特別提到雖然在電影裡呈現的喜劇效果很自然，但拍攝行程仍是件嚴肅的事。隨著緊湊的時間表，大家並沒有閒工夫去搞笑。儘管本片相當成功，但元華還是擔心現在越來越少人會去練習武術。
在片中的包租婆一角，找來了女演員元秋擔綱演出，她也是于占元（七小福的師父）的徒弟之一。元秋18歲時，演出了詹姆士·龐德系列電影《金槍人》。 在1980年代她因為婚姻的關係，因而退出了電影圈。《功夫》則是她20年後重新復出的首部作品。她坦言自己從未想過會參與本片，當時她的同事在舞台上進行《功夫》的試鏡，元秋則帶著嘲弄的表情站在一旁抽著煙，而正是這個姿態讓她獲得了演出機會。為了達到周星馳對「肥婆」形象的要求，因此在電影開拍前，元秋每天都不斷的吃零食和宵夜來增肥。

麗的電視時代的武打演員梁小龍，已經息影近二十年，因為火雲邪神一角而復出幕前，因為角色獲得好評緣故，梁小龍再次活躍娛樂圈，參與多部功夫電影及電視劇演出。
吳孟達原本應當會一起演出，但因為檔期延誤的關係而辭演。
除了知名的武打藝人之外，《功夫》也以中國電影界的傳奇為號召，找來兩位知名的中國導演客串，分別是在電影開場時飾演警察探長的張一白，以及客串「鱷魚幫大佬」的馮小剛。

### 音樂
該片主要的配樂由黃英華作曲、香港中樂團演奏，配樂模仿傳統1940年代的中國武術電影和1960-1970年香港本土拍攝的粵語長片電影。功夫有著名中國民樂《闖將令》。而當中的《我不入地獄》，展現了反派的斧頭幫與豬籠城寨的對比，它是從中國民謠《東海漁歌》所描繪的。在黃英華的作曲、傳統中國歌曲中，西方古典音樂是他的特色之一，包含摘錄西班牙演奏家帕布羅·德·薩拉薩蒂的《流浪者之歌》和亞美尼亞作曲家阿拉姆·哈恰圖良的《马刀舞曲》。該片最後的片尾曲《只要為你活一天》由黃聖依主唱，是劉家昌於1970年代所創作，寫給台灣知名歌星尤雅演唱的歌曲。
《功夫》也是2005年香港電影金像獎最佳原創電影音樂的提名。
亞洲與美國原聲帶的版本是分開的，亞洲版於2004年12月17日發行，含33條曲目，新力博德曼音樂發行。美國版原聲帶於2005年5月29日發行，含19條曲目，Varèse Sarabande發行。

## 致敬與參照
《功夫》的劇情及事物均參照了不少中外電影、動畫及武俠小說等其他作品。開場镜头交叉剪辑于犯罪现场黑白照片和斧头帮的集体热舞，大有《鐵面特警隊》、《芝加哥》的风韵。「豬籠城寨」的環境格局源自1973年的《七十二家房客》，而名稱則源自九龍城寨。在阿星抵達豬籠城寨時，他先向小孩表演足球球技，當小朋友要求阿星教他們球技時，阿星向他們大叫「還踢球？」，代表周星馳跨越了上一齣导演作品《少林足球》。阿星勒索理髮師時，理髮師曾說：「就算殺了一個我，還有千千萬萬個我」，諧仿了清朝後期革命人士陸皓東和秋瑾的話。
劇中主要的情節元素以1960年代曹達華主演的粵語長片《如來神掌》和1982年的電影《如來神掌》為根基，阿星在年輕學習到如來神掌並於片尾使上該招術。在火雲邪神與包租公、包租婆對決也是參照此電影。阿星與包租婆飛沙走石塵土飛揚的追逐場景，和包租婆撞板滑下的情節，參考了華納動畫《樂一通》系列的《威利狼與嗶嗶鳥》。片中的古琴師殺手出現在電影《福祿雙霸天》，他們都穿著相同的帽子和墨鏡。
阿鬼臨终前說“能力越大，責任就越大”是在模仿《蜘蛛俠》情節；又喊「What are you prepared to do?（你要準備做什麼？）」 ，是模仿《鐵面無私》史恩·康納萊的台词。
阿星潛入精神病院放出「火雲邪神」，在其牢房前有關的血洪幻覺，意味着江湖上將有一場腥風血雨生靈塗炭的大厮殺，場景構思來自電影《鬼店》的經典鏡頭。火雲邪神用手指夾子彈的動作也可能是致敬日本漫書《JoJo的奇妙冒險》中的空條承太郎使用替身的劇情。電影中阿星攔腰抱住加上低頭凝視黄聖依一幕，是作為向《亂世佳人》致敬，他們身后就是一張《亂世佳人》巨型人物造型海報，这是出自1935年的经典好莱坞歌舞片《礼帽》；最后火云邪神去城寨找阿星算总账，和阿星同时打開不同的門是模仿《沉默的羔羊》里女警探和另一群警察同时敲不同的門找凶手。阿星與數百位斧頭幫流氓在城樓內打鬥的構思，則將在《駭客任務：重裝上陣》中數百個史密斯幹員（Agent Smith）和尼歐對打的場景全面提升。包租婆在車裡警告琛哥所表現的表情，眼神和手勢，則是參考香港電影《猛龍過江》中，李小龍所飾演的唐龍（一個不懂英語的中國習武年輕人）警告外國人不要欺負中國人的場景。
周星馳在上映前因劇情提及金庸小說名詞（「神鵰俠侶」、「楊過」、「小龍女」、「獅吼功」、「蛤蟆功」、「太極拳」）而低調徵求金庸收下版權費，但金庸不介意引用而拒絕。不過在周星馳的堅持下，以一名詞一萬元的方式付60,000元港幣版權費於金庸，受到金庸欣賞，之後版權費全捐助南亞海嘯災民。

## 軼事
周星馳也曾找過鄭中基拍《功夫》，并要求鄭中基要專門抽出兩個月的時間來拍摄這部电影，却因鄭中基沒有檔期而被拒绝。

## 發行
《功夫》於2004年多倫多國際電影節首映，接下來於2004年12月，在中國内地、香港上映。該片第一次於美國放映是在2005年1月的日舞影展，並於2005年4月22日在全美上映。最晚的是歐洲，在2005年6月上映。功夫在香港的分級為第ⅡB級（青少年及兒童不宜）、R級於美國，是由於內容有過多的暴力武打，在其他國家也限定13歲到18歲需家人陪看。
北美DVD於2005年8月8日上映，藍光光碟則於2006年12月12日由新力影業發行。
《功夫》的英語片名為Kung Fu Hustle，葡萄牙語標題為Kungfusão，聽起來像是功夫和Confusão（confusion，混亂之意）。同樣的，義大利語和西班牙語的標題為 Kung-fusion 和 Kung-fusión，皆與confusione/confusión雙關。在法語，該片名稱為Crazy Kung Fu，而匈牙利語的名稱為A Pofonok Földje。
《功夫》秉承周星馳電影一貫品質，電影台重播率非常高。

## 票房
《功夫》共在全球72个国家上映，全球总票房为1.05亿美元（$105,989,111）。
北美方面，此片最初被限制於七家戲院上演，首一星期則取得共269,225美元票房。 後來加映後，全美國有2,503家戲院播放，并取得了17,104,669元票房，成为该年度北美外语片票房冠军。更是美國2005年度外語电影票房冠军（当时名列美国外语片史上第六）。除此以外，《功夫》还问鼎北美DVD销量冠军宝座。截止2007年7月30日，《功夫》的北美DVD销售额超4000万美元。
中國大陸方面，於2004年以1.73亿元人民币票房击败同期好莱坞大片《魔戒三部曲：王者再臨》成为年度冠军。
香港方面，以61,278,697港幣的票房創造了香港電影史上最高的港產片票房紀錄。
台灣方面，首周3天票房新台幣1.2億元；最終全台票房為新台幣3億元。

## 評價
《功夫》上映後獲得媒體和影評人的好評，爛番茄根據191篇專業影評人的評論，總結出91%的新鮮度，平均得分7.7（滿分10分），觀眾投票評比89%，平均分數4.2（滿分5分）。該片在網際網路電影資料庫的分數為7.7（滿分10分）。Metacritic根據38篇影評，平均分數78分（滿分100分）。

## 獎項
| 頒獎典禮                   | 獎項                   | 名字                                                      | 結果 |
| -------------------------- | ---------------------- | --------------------------------------------------------- | ---- |
| 第11屆香港電影評論學會大獎 | 最佳導演               | 周星馳                                                    | 提名 |
| 第11屆香港電影評論學會大獎 | 最佳女演員             | 元秋                                                      | 提名 |
| 第11屆香港電影評論學會大獎 | 推薦電影               | 《功夫》                                                  | 獲獎 |
| 第10屆香港電影金紫荊獎     | 最佳影片               | 《功夫》                                                  | 獲獎 |
| 第10屆香港電影金紫荊獎     | 最佳導演               | 周星馳                                                    | 提名 |
| 第10屆香港電影金紫荊獎     | 最佳男主角             | 周星馳                                                    | 提名 |
| 第10屆香港電影金紫荊獎     | 最佳男配角             | 元華                                                      | 獲獎 |
| 第10屆香港電影金紫荊獎     | 最佳女配角             | 元秋                                                      | 提名 |
| 第10屆香港電影金紫荊獎     | 最佳攝影               | 潘恆生                                                    | 提名 |
| 第10屆香港電影金紫荊獎     | 十大華語片             | 《功夫》                                                  | 獲獎 |
| 第24屆香港電影金像獎       | 最佳電影               | 《功夫》                                                  | 獲獎 |
| 第24屆香港電影金像獎       | 最佳導演               | 周星馳                                                    | 提名 |
| 第24屆香港電影金像獎       | 最佳編劇               | 周星馳、曾謹昌、霍昕、陳文強                              | 提名 |
| 第24屆香港電影金像獎       | 最佳男主角             | 周星馳                                                    | 提名 |
| 第24屆香港電影金像獎       | 最佳女主角             | 元秋                                                      | 提名 |
| 第24屆香港電影金像獎       | 最佳男配角             | 元華                                                      | 獲獎 |
| 第24屆香港電影金像獎       | 最佳男配角             | 陳國坤                                                    | 提名 |
| 第24屆香港電影金像獎       | 最佳新演員             | 黃聖依                                                    | 提名 |
| 第24屆香港電影金像獎       | 最佳攝影               | 潘恆生                                                    | 提名 |
| 第24屆香港電影金像獎       | 最佳剪接               | 林安兒                                                    | 獲獎 |
| 第24屆香港電影金像獎       | 最佳美術指導           | 黃銳民                                                    | 提名 |
| 第24屆香港電影金像獎       | 最佳服裝造型設計       | 陳顧方                                                    | 提名 |
| 第24屆香港電影金像獎       | 最佳動作設計           | 袁和平                                                    | 獲獎 |
| 第24屆香港電影金像獎       | 最佳原創電影音樂       | 黃英華                                                    | 提名 |
| 第24屆香港電影金像獎       | 最佳視覺效果           | 鍾智行、馬永安、譚啓昆、洪毓良                            | 獲獎 |
| 第24屆香港電影金像獎       | 最佳音響效果           | Steven Ticknor、Steve Burgess、Rob Mackenzie、Paul Pirola | 獲獎 |
| 第42屆金馬獎               | 最佳劇情片             | 《功夫》                                                  | 獲獎 |
| 第42屆金馬獎               | 最佳導演               | 周星馳                                                    | 獲獎 |
| 第42屆金馬獎               | 最佳男配角             | 元華                                                      | 提名 |
| 第42屆金馬獎               | 最佳女配角             | 元秋                                                      | 獲獎 |
| 第42屆金馬獎               | 最佳剪輯               | 林安兒                                                    | 提名 |
| 第42屆金馬獎               | 最佳美術設計           | 黃銳民                                                    | 提名 |
| 第42屆金馬獎               | 最佳造型設計           | 陳顧方                                                    | 獲獎 |
| 第42屆金馬獎               | 最佳音效               | Steven Ticknor、Steve Burgess、Rob Mackenzie、Paul Pirola | 提名 |
| 第42屆金馬獎               | 最佳動作設計           | 袁和平                                                    | 提名 |
| 第42屆金馬獎               | 最佳視覺效果           | 鍾智行、馬永安、譚啓昆、洪毓良                            | 獲獎 |
| 第26屆波士頓影評人協會獎   | 最佳外語片             | 《功夫》                                                  | 獲獎 |
| 第10屆衛星獎               | 最佳音樂及喜劇組電影   | 《功夫》                                                  | 提名 |
| 第10屆衛星獎               | 最佳音樂及喜劇組女配角 | 元秋                                                      | 提名 |
| 第10屆衛星獎               | 最佳攝影               | 潘恆生                                                    | 提名 |
| 第10屆衛星獎               | 最佳剪接               | 林安兒                                                    | 提名 |
| 第10屆衛星獎               | 最佳音效               | Paul Pirola                                               | 提名 |
| 第10屆衛星獎               | 最佳視覺效果           | 鍾智行                                                    | 提名 |
| 第9屆拉斯維加斯影評人協會  | 最佳外語片             | 《功夫》                                                  | 獲獎 |
| 第10屆佛羅里達影評人協會獎 | 最佳外語片             | 《功夫》                                                  | 獲獎 |
| 第11屆影評人選擇獎         | 最佳外語片             | 《功夫》                                                  | 獲獎 |
| 第18屆芝加哥影評人協會獎   | 最佳外語片             | 《功夫》                                                  | 提名 |
| 第9屆線上影評人協會獎      | 最佳外語片             | 《功夫》                                                  | 提名 |
| 第63屆金球獎               | 最佳外語片             | 《功夫》                                                  | 提名 |
| 第59屆英國電影學院獎       | 最佳外語片             | 《功夫》                                                  | 提名 |

## 播放時間
| 香港 ViuTV 星期六21:35-23:45節目 | 香港 ViuTV 星期六21:35-23:45節目                             | 香港 ViuTV 星期六21:35-23:45節目 |
| -------------------------------- | ------------------------------------------------------------ | -------------------------------- |
|                                  | （亞洲聯合財務YES UA呈獻：週六好戲勢）功夫 （2022年9月17日） |                                  |
| 爆谷一周 (2022年9月17日)         | 七大罪: 眾神的逆鱗 （2022年9月17日）                         |                                  |

| 香港 ViuTV 星期日13:00-15:15節目 | 香港 ViuTV 星期日13:00-15:15節目 | 香港 ViuTV 星期日13:00-15:15節目 |
| -------------------------------- | -------------------------------- | -------------------------------- |
|                                  | 功夫 （2024年7月14日）           |                                  |
| 媽咪Kingdom (2024年7月14日)      | 亞洲早晨 （2024年7月14日）       |                                  |